# Nationalsozialistisches Kraftfahrkorps
Het Nationalsozialistische Kraftfahrkorps (NSKK) was een paramilitair onderdeel van de NSDAP. Het hoofddoel van het NSKK was het verspreiden van de 'motoriseringsgedachte': de popularisering van het gebruik van auto- en motorvervoer. Oorspronkelijk opgericht op 1 april 1931, vormde het tijdens de Tweede Wereldoorlog een hulporganisatie voor onder andere de Luftwaffe. Tijdens de oorlog diende het NSKK als bevoorradingseenheid aan de verschillende fronten. Tot juni 1942 had Adolf Hühnlein de leiding, na zijn dood werd hij opgevolgd door Erwin Kraus.

## Oorlogsinzet
In Duitsland bestond het NSKK uit verschillende zogenaamde Motorgruppen. Na 1939 bleven de Motorgruppen gehandhaafd, hoewel de leden, allen vrijwilligers, opgeroepen werden voor het vervullen van hun dienstplicht. Daardoor konden zij geen lid blijven van het NSKK. In Duitsland zelf trainde het NSKK onder andere vrachtwagen- en tankchauffeurs voor de Wehrmacht. Aan het front volgde vanaf 1939 samenwerking met verschillende militaire onderdelen. In Polen bestond de samenwerking uit vervoerstaken voor de SS en verkeersregelaars voor de Wehrmacht. Vanaf 1940 werkte het NSKK ook met de Luftwaffe samen. In Frankrijk vervoerden NSKK'ers materialen voor de Luftwaffe. Deze materialen werden gebruikt voor de reparatie van veroverde vliegvelden die beschadigd waren geraakt. Met het begin van operatie Barbarossa werden NSKK'ers ook in Rusland ingezet.

## Vrijwilligers
Vanaf januari 1941 wierf het NSKK diverse buitenlanders aan als vrijwilliger. De Nederlandse en Belgische vrijwilligers werden voor het grootste deel samen opgeleid in Diest en in Vilvoorde in België. 

### Nederland
In Nederland bevond de staf zich in Den Haag, hoewel vrijwilligers zich ook via SS-wervingskantoren konden aanmelden.  Er was ook opleiding op kleinere locaties zoals de Detmerskazerne in Eefde. Deze NSKK'ers kwamen in dienst van de NSKK Gruppe Luftwaffe. Anderen kwamen via een Gewestelijk Arbeidsbureau bij het NSKK Legion Speer of NSKK Gruppe Todt terecht. Uiteindelijk dienden er ongeveer 10.000 Nederlanders bij het NSKK.
- De NSKK-Staffel des Wehrmachtsbefehlshabers Niederlande werd op papier op 1 september 1943 opgericht en diende per 1 december 1943 actief te worden. Op papier werkten de NSB en het NSKK samen en viel de nieuwe organisatie onder de hoogste Wehrmachtbevelhebber in Nederland, Friedrich Christiansen. In de praktijk traden veel NSB'ers toe en viel het onderdeel in de praktijk onder het NSKK en niet onder de Wehrmachtsbefehlshaber. Oorspronkelijk had het onderdeel de taak om in geval van een geallieerde landing op Nederlands gebied direct burgers te evacueren. Toen de geallieerde legers in september 1944 Nederland naderden, kwam er van deze inzet weinig terecht. Vrachtwagens en bussen waren in onvoldoende mate beschikbaar en de NSKK'ers die bij de Staffel dienden, kregen andere taken, onder andere bewaking of transport van kostbaarheden.
- De dagelijkse leiding in Nederland lag in Nederland bij NSKK-Gruppenführer F. Hegendörfer (vanaf november 1943), die samenwerkte met de Nederlandse Banleider der Motor-WA H.F.A. Eman³. Eman kreeg na de oorlog tien jaar gevangenisstraf voor zijn aandeel in de werving van Nederlanders bij het NSKK.

### België
Aanvankelijk werden Belgen ingezet voor het vervoer in Frankrijk. Na de inval in de Sovjet-Unie worden de Belgische contractuelen hoofdzakelijk aan het oostfront ingezet en worden de eenheden bewapend voor de strijd tegen partizanen. Het Vlaams Nationaal Verbond (VNV) dwingt af dat Vlaamse vrijwilligers voor de NSKK lid moeten zijn van het VNV waarin ze op papier de Dietse Militie/Motorbrigade vormen. In Wallonië wordt een Brigade Motorisée Rexiste opgericht. In 1943 start de Deutsch-Vlämische Arbeitsgemeinschaft (DeVlag) een aparte werving voor het NSKK. Na de oorlog worden circa 4.000 Belgen voor lidmaatschap van het NSKK veroordeeld, hoofdzakelijk wegens militaire collaboratie.

## Leiding
| Nr. | Afbeelding | Korpsleiders van de NSKK               | Aangetreden   | Einde termijn | Duur termijn                 |
| --- | ---------- | -------------------------------------- | ------------- | ------------- | ---------------------------- |
| 1   |            | Korpsführer Adolf Hühnlein (1881-1942) | 30 april 1933 | 18 juni 1942  | 9 jaar, 1 maand en 19 dagen  |
| 2   |            | Korpsführer Erwin Kraus (1894-1966)    | 21 juni 1942  | 8 mei 1945    | 2 jaar, 10 maand en 17 dagen |

## Organisatie[2]
- Motorgruppe    (divisie) - 10.000 - 20.000 manschappen
- Motorobrigade  (brigade) - 6100 manschappen en 2758 voertuigen
- Motorstandarte (regiment) - 2014 manschappen in drie bataljons
- Motorstaffel   (bataljon) - 985 manschappen in drie compagnieën van 313 manschappen elk
- Motorsturm     (compagnie) - drie tot vier pelotons
- Trupp          (peloton) - drie tot vier secties
- Schar          (sectie) - 8 tot 16 manschappen